# Џорџ Стјуарт Робертсон
Џорџ Стјуарт Робертсон (енгл. George Stuart Robertson; Лондон, 25. мај 1872 — Лондон, 29. јануар 1967) је бивши енглески атлетичар и тенисер. Био је студент Оксфордског универзитета, а такмичио се на првим Олимпијским играма 1896.

### Атлетика
Учествовао је у две атлетске дисцилине: бацању диска и бацању кугле. У бацању диска био је четврти са резултатом 25,20 метара. Овај резултат је био „рекорд“ односно најслабији забележени резултат у историји олимпијских игара у бацању диска.
У бацању кугле постигао је даљину од 9,95 метара и такође био четврти.

### Тенис
На тениском турниру играо је и у појединачној конкуренцији и у игри парова. У појединачној конкуренцији елиминисан је у првом колу од Константиноса Паспатиса из Грчке.
У игри парова он је са својим партнером Аустралијанцем Едвином Тедијем Флеком био трећи. У првом колу су били слободни па су аутоматски отишли у полуфинале, где су изгубили од Дионисиоса Касдаглиса из Египта и Деметриоса Петрококиноса из Грчке.
Свечана церемонија затварања игара отворена је националном химном Грчке, после које је изведена и Робертсонова ода древној Грчкој.